# Шистосомоз
Шистосомоз, также шистосоматоз, бильгарциоз, — тропическое паразитарное заболевание, вызываемое кровяными сосальщиками (трематодами) из рода Schistosoma. Характеризуется дерматитом в период внедрения паразитов в кожу с последующим развитием лихорадки, интоксикации, уртикарной сыпи, спленомегалии, эозинофилии, поражения кишечника или мочеполовых органов. Клиническая картина при шистосомозе обусловлена главным образом развитием иммуноаллергической реакции на яйца паразитов.

## Этиология и эпидемиология
Возбудителями болезни являются трематоды семейства Schistosomatidae.
|                        | Виды                                                     | Географическое распространение                                                   |
| ---------------------- | -------------------------------------------------------- | -------------------------------------------------------------------------------- |
| Кишечный шистосомоз    | Schistosoma mansoni                                      | Африка, Ближний Восток, страны Карибского бассейна, Бразилия, Венесуэла, Суринам |
|                        | Schistosoma japonicum                                    | Индонезия, Китай, Филиппины                                                      |
|                        | Schistosoma mekongi                                      | Некоторые районы Камбоджи и Лаосской Народно-Демократической Республики          |
|                        | Schistosoma intercalatum и связанная с ним S. guineansis | Влажные лесные районы Центральной Африки                                         |
| Мочеполовой шистосомоз | Schistosoma haematobium                                  | Африка, Ближний Восток                                                           |

Жизненный цикл Schistosoma

Промежуточные хозяева этих трематод — пресноводные брюхоногие моллюски, окончательный хозяин — человек, млекопитающие и птицы. S. mansoni проходит личиночную стадию в улитках из рода Biomphalaria, обитающих в Африке, на Аравийском полуострове и в Южной Америке. S. haematobium в качестве промежуточного хозяина использует улиток рода Bulinus, распространённых в пресных водоёмах Африки и Аравийского полуострова. Личинки S. japonicum паразитируют в улитках рода Oncomelania в Китае, на Филиппинах и в Индонезии. При попадании яиц шистосоматид в воду из них выходят мирацидии, которые проникают в ткани моллюска, где происходит их дальнейшее развитие. Из моллюсков выходят свободноживущие церкарии, внедряющиеся в кожу человека, млекопитающих или птиц. Шистосоматиды, для которых окончательными хозяевами являются млекопитающие или птицы, в коже человека гибнут, вызывая наряду с первичным дерматитом системное поражение организма (церкариоз). Шистосоматиды рода Schistosoma, паразитирующие в людях, в результате активного движения и лизиса тканей проникают в сосудистое русло и мигрируют в венозные сплетения ЖКТ или мочевого пузыря, где самки начинают откладывать яйца.
Во всём мире инфицировано более 207 миллионов человек, а риску инфицирования в 74 эндемичных странах подвергается, по оценкам ВОЗ, 700 миллионов человек, имеющих контакт с заражённой паразитами водой во время сельскохозяйственной деятельности, домашней работы или купания. По оценке ВОЗ, к 2000 году от шистосомоза ежегодно умирало до 200 тысяч человек, и с тех пор смертность значительно снизилась в результате многочисленных крупномасштабных кампаний по профилактической химиотерапии.
Большинство заболевающих проживает в бедных районах развивающихся стран при отсутствии доступа к безопасной питьевой воде и надлежащей санитарии. Шистосомоз поражает в основном людей, занимающихся сельским хозяйством и рыболовством. Женщины, использующие в домашней работе заражённую паразитами воду, например для стирки белья, также подвергаются риску. Особо уязвимы перед инфекцией дети из-за их привычек, связанных с гигиеной и играми. Во многих районах инфицирована значительная часть детей школьного возраста.
На северо-востоке Бразилии и в Африке передвижения беженцев и миграция населения в городские районы способствуют проникновению болезни в новые районы. Рост численности населения и, соответственно, потребностей в энергии и воде часто приводит к таким схемам развития и изменениям в окружающей среде, которые также способствуют передаче инфекции.
По мере развития экотуризма и поездок в «неизбитые места» всё большее число туристов заражается шистосомозом, иногда в форме тяжёлой острой инфекции и с развитием необычных симптомов, включая паралич.

## История
Этимологически слово "шистосомоз" происходит от соединения двух греческих слов: "σχίστος" (schistos), что означает "расщепление", и "σῶμα" (soma), что означает "тело". Это название было предложено Давидом Фридрихом Вайнландом в 1858 году из-за морфологии самцов червей. Изначально шистосомоз, возможно, был болезнью животных, которая затем эволюционировала как зооноз; фактически, его жизненный цикл включает как животных, так и людей в качестве резервуаров. Однако до сих пор это было однозначно доказано только для S. japonicum и S. mekongi. Немецкие паразитологи Теодор Максимилиан Бильхарц и Карл Теодор Эрнст впервые обнаружили шистосому в 1851 году во время вскрытия тела в больнице Каср-Эль-Айни в Каире. В то время шистосома была впервые названа Distomum haematobium. Бильхарц также описал появление эмбрионов из яиц в мочевом пузыре и их последующий проход в мочу и в пресную воду. Он также выдвинул гипотезу о наличии связи между паразитом и клиническими симптомами, исторически приписываемыми этой болезни (дизентерия и гематурия). В 1859 году Кобболд показал, что шистосомы не ограничены только человеком, когда он обнаружил 'Bilharzia magna' у мартовской обезьяны в Западной Африке. Позже окончательных хозяев шистосомы нашли в других приматах, жвачных, грызунах и скоте. Существование промежуточного хозяина для жизненного цикла шистосомоза было впервые рассмотрено только в 1902 году. Фактически, Патрик Мэнсон, "Отец тропической медицины", обнаружил распространение шистосомоза в Центральной Америке и написал: "Возможно, наши зоологи смогут указать на каких-то моллюсков или членистоногих, которые общи для Западных Индий и Африки и таким образом указать на долгожданного, но до сих пор неоткрытого, промежуточного хозяина бильгарзии гематобии". Наконец, шестьдесят четыре года спустя после открытия Бильхарца, Роберт Томсон Лейпер понял полный цикл развития Schistosoma spp. и признал водных улиток промежуточными хозяевами этих трематод. В 1915 году он также выделил S. mansoni и S. haematobium по их морфологии, типу яиц и улиточному хозяину. Поражение печени шистосомозом было впервые описано в 1904 году.

## Патогенез
В основе патогенеза шистосомоза лежат токсико-аллергические реакции, обусловленные секретами желёз при внедрении паразитов и продуктами жизнедеятельности и распада гельминтов. В эпидермисе вокруг мест внедрения церкариев развиваются отёки с лизисом клеток эпидермиса. По ходу миграции личинок в коже возникают инфильтраты из лейкоцитов и лимфоцитов.
Является наиболее частой причиной развития пресинусоидальной портальной гипертензии. Личинки паразита попадают в венулы воротной системы печени и закупоривают их. В результате снижается общая площадь просвета венул портальной системы и развивается пресинусоидальная портальная гипертензия. При этом давление в центральных венах печёночных долек остаётся нормальным.

## Клиника
Через 10—15 минут в месте внедрения в кожу церкариев возникает интенсивный зуд, иногда крапивница, а в течение суток появляется транзиторная пятнистая сыпь. При повторном заражении на коже в первые сутки развивается пятнисто-паппулёзная сыпь с сильным зудом, сохраняющимся до 5 дней.
Через 1—2 месяца после заражения шистосомами развивается острый шистосомоз или лихорадка Катаямы. Болезнь характеризуется внезапным началом, лихорадкой в течение 2 недель и более, сухим кашлем, появлением уртикарной сыпи, гепатомегалией, спленомегалией, лейкоцитозом, эозинофилией, ускорением СОЭ.
Кишечный шистосомоз может вызывать боли в области живота, диарею и появление крови в стуле. В запущенных случаях наблюдается гепатомегалия (увеличение печени), что часто связано с накоплением жидкости в брюшной полости и гипертензией абдоминальных кровяных сосудов. В таких случаях может также наблюдаться увеличение селезёнки.
Классическим признаком мочеполового шистосомоза является гематурия (наличие крови в моче). В запущенных случаях часто развивается фиброз мочевого пузыря и мочеточников и поражаются почки. Возможным осложнением на последних стадиях является рак мочевого пузыря. У женщин мочеполовой шистосомоз может приводить к поражениям гениталий, вагинальному кровотечению, боли во время полового акта и образованию узлов на наружных половых органах. У мужчин мочеполовой шистосомоз может приводить к развитию патологии семенных пузырьков, простаты и других органов. Эта болезнь может иметь и другие длительные необратимые последствия, включая бесплодие.
Шистосомоз оказывает значительное воздействие на экономику и общественное здоровье. У детей шистосомоз может приводить к анемии, остановке в росте и понижению способности к обучению, несмотря на то что, как правило, при правильном лечении проявления болезни обратимы.
Хронический шистосомоз может сказываться на работоспособности, а в некоторых случаях приводить к смерти.

## Диагностика
Паразитоз диагностируется путём микроскопии яиц червей в образцах кала или мочи.
Для диагностирования мочеполового шистосомоза стандартной является методика фильтрации с использованием нейлоновых, бумажных или поликарбонатных фильтров. Дети с S. haematobium почти всегда имеют кровь в моче, видимую в микроскоп. Её можно обнаружить с помощью полосок с химическими реактивами. Для выявления сообществ, подвергающихся высокому риску инфицирования, и, таким образом, определения приоритетных районов для принятия мер можно также проводить опрос детей на предмет наличия крови в их моче.
Для выявления яиц кишечного шистосомоза в образцах фекалий можно применять методику с использованием окрашенного метиленовой синью целлофана, пропитанного глицерином, или предметных стёкол.
Дополнительно используются методы непрямой иммунофлуоресценции с антигенами шистосом. Однако эти методики не позволяют отличить активный паразитоз от перенесённого заболевания, а также выявлена их перекрёстная чувствительность с другими паразитозами.

## Профилактика и лечение
Профилактика шистосомоза и борьба против него основаны на профилактическом лечении, борьбе с брюхоногими моллюсками, улучшении санитарии и санитарном просвещении. В эндемичных зонах тропических стран следует ограничивать купание в естественных водоёмах, так как заражение может произойти даже при хождении босыми ногами в воде. Стратегия ВОЗ по борьбе против шистосомоза направлена на уменьшение заболеваемости с помощью периодического, целенаправленного лечения празиквантелом. Такое лечение подразумевает регулярное лечение всех людей из групп риска. Антимонила натрия тартат и
Диэтилкарбамазин (дитразина цитрат) — вводят внутривенно, при менингоэнцефалитных, кожных
внутрисосудистых и внутривенозных формах
Празиквантел — противопаразитарный препарат, эффективный для лечения всех форм шистосомоза. Это безопасное и недорогое лекарственное средство, рекомендуемое Всемирной организацией здравоохранения. Препарат назначается однократно в дозе 30 мг на 1 кг веса пациента. Побочные эффекты редки и полностью проходят после лечения. Препарат можно использовать детям и беременным женщинам. При возникновении тяжёлой иммунно-аллергической реакции на яйца паразитов (лихорадка Катаямы) применяют кортикостероиды. В отношении S. mansoni эффективен и препарат оксамнихин. Эффект сравним с празиквантелом, однако чаще отмечаются побочные реакции. Другие препараты: арпразиквантел.
Редко прибегают к оперативному лечению — при осложнениях (стенозах мочеточника).
Прогноз благоприятный при своевременной специфической терапии.